# Рід Уесуґі
Уесуґі (яп. 上杉氏) — японський самурайський рід, що існує з XIII ст. до тепер. Розглядається як далекий нащадок підкладу Північні Фудзівара.

## Історія
Родоначальником роду був Кандзюдзі Сіґефуса, що був 13-м нащадком великого державного міністра Фудзівара но Йосікадо, сина Фудзівара но Фуюцуґу з клану Північних Фудзівара. Фудзівара но Йосікадо став засновником підклану Кандзюдзі. Наприкінці XIII ст. Кандзюдзі Сіґефуса отримав в спадкове володіння замок Уесуґі з околицею в провінції Танґо. За цим змінив прізвище на ім'я Уесуґі Сіґефуса. Від нього відбувалися три головні гілки роду: Інукаке, Яманауті і Оґіґаяцу.
Піднесення Уесуґі починається в період Муроматі, оскільки його представники були родичами сьогунів роду Асікаґа. Уесуґі обіймали найважливіші військово-адміністративні посади в Камакурському уряді. Спочатку призначалися переважно сюґо окремих провінцій, а згодом Інукаке-Уесуґі й Яманауті-Уесуґі монополізували посаду канто-канрей. З 1419 перевагу здобув Яманауті.
Поступово рід Уесуги придбав велику владу і силу в регіоні Канто. Саме у 1439 Уесуґі Норідзане допоміг сьогуну Асікаґа Йосінорі повалити владу напівнезалежного канто-кубо Асікаґа Мотіудзі. З цього часу вплив посади канто-канрей став вище за титул канто-кубо.
У 1454 після того, як канто-кубо Асікаґа Сіґеудзі вбив канто-канрея Уесуґі Норітада (події відомі як інцидент Кйотоку), почалася громадянська війна в регіоні Канто. Цим скористалися підроди Яманауті-Уесуґі й Оґіґаяцу-Уесуґі. Резиденцію першого став замок Хіраї в провінції Кодзуке, других — замку Каваґое в провінції Мусаші. В наступні роди Уесуґі вели запеклі війни проти Асікаґа Сіґеудзі, що став коґа-кубо, та союзних йому кланів. Внаслідок повстання 1475—1480 років роду Наґао-Сірое проти Яманауті-Уесуґі, владацих в Канто значно зменшилася, а рід Оґіґаяцу-Уесуґі став самостійним й набув лідерства.
За цих обставин Уесуґі Акісада, голова Яманауті-Уесуґі, уклав союз з коґа-кубо. 1487 року вони спільно виступили проти Оґіґаяцу-Уесуґі, якому було завдано низку поразок.
У 1491 на підтримку останнього виступив рід Ґо-Ходзьо.
З 1504 в Канто почалася загальна боротьба за владу, в якій підроди Яманауті-Уесуґі й Оґіґаяцу-Уесуґі опинилися по різні боки.
У 1510 і 1515 Яманауті-Уесуґі зазнав важких поразок, що дозволило представникам Оґіґаяцу-Уесуґі посилив свій вплив в Канто. Але з 1524 проти останніх повстав рід Ґо-Ходзьо.
У 1535 відновлено союз Яманауті-Уесуґі й Оґіґаяцу-Уесуґі, до я кого долучився коґа-кубо.
У 1545 ця коаліція зазнала нищівної поразки в битві біля Каваґое, що спричинило занепад обох родів Уесуґі. наступні поразки призвели до втрати призвели до втрати Уесуґі більшості володінь. До 1579 року Яманауті-Уесуґі й Оґіґаяцу-Уесуґі припинили своє існування.
Продовжив рід Яманауті представник клану Наґао — Каґетора, якого було всиновлено й він прийняв прізвище Уесуґі. З ним пов'язано нове піднесення клану. Але після смерті в 1578 його сини почали боротьбу за владу, внаслідок чого рід Уесуґі остаточно занепав. 1582 року визнав зверхність Тойотомі Хідейосі, а 1600 року — Токуґава Іеясу, від кого отримав Йонедзава-хан в провінції Дева з доходом 300 тис. коку рису та статус тодзама.
Уесуґі Каґекацу, а потім його нащадки управляли Йонедзава-ханом до кінця періоду Едо і ліквідації системи ханів у 1871. Останнім даймьо Йонедзава-хана був Уесуґі Мосінорі.

## Сучасність
З кінця XIX ст. представники роду обіймають різні державні посади, беруть активну участь в політичному житті. З 1995 року головою роду є Уесуґі Кунінорі — професор Інституту космонавтики і астронавтики.